# 合川人民公园
合川人民公园是位于重庆市合川区的一座市政公园，重庆市历史名园之一，地址公园路27号，公园围绕城区制高点蟠龙山而建，占地9.77万平方米，于1956年修建，有命烈士纪念碑、立第二中学纪念亭等景点，由合川区城市管理局园林绿化事务中心管理。

## 历史沿革
1929年合川曾建成第一座公园瑞山公园，但于抗日战争时期被炸毁，解放后瑞山公园原址修建了合川县人民政府大会议室，致使合川无公园，后县委、县政府决定另择地方辟建新的合川人民公园。
1952年，合川人民公园开始筹备建设，选址在当时合川城区西北的蟠龙山，规划占地8.5万平方米，当年即开始在公园区域内大量植树栽花，1956年开始修建房屋和景点，公园始建，几经建设后于1979年5月1日开始收门票开放。
1986年至2005年公园陆续改造建成多个景点和设施，并扩建至9.77万平方米，包括1993年改造入口广场，修建烈士纪念碑、迎宾廊、听泉亭、喷水池、石拱桥、人工湖、小溪叠泉等；1996年建成盆景园和十二生肖雕塑园；1997至2000年建成翠湖楼、国立二中学纪念亭、中国古典式大门、办公室等；2002年又拆除喷水池和石拱桥，部分填平为山前广场和改建水泥平桥。
2004年1月1日起，合川人民公园正式免门票开放，当年10月成功被评为“重庆市二级规范化达标公园”。

## 主要景点

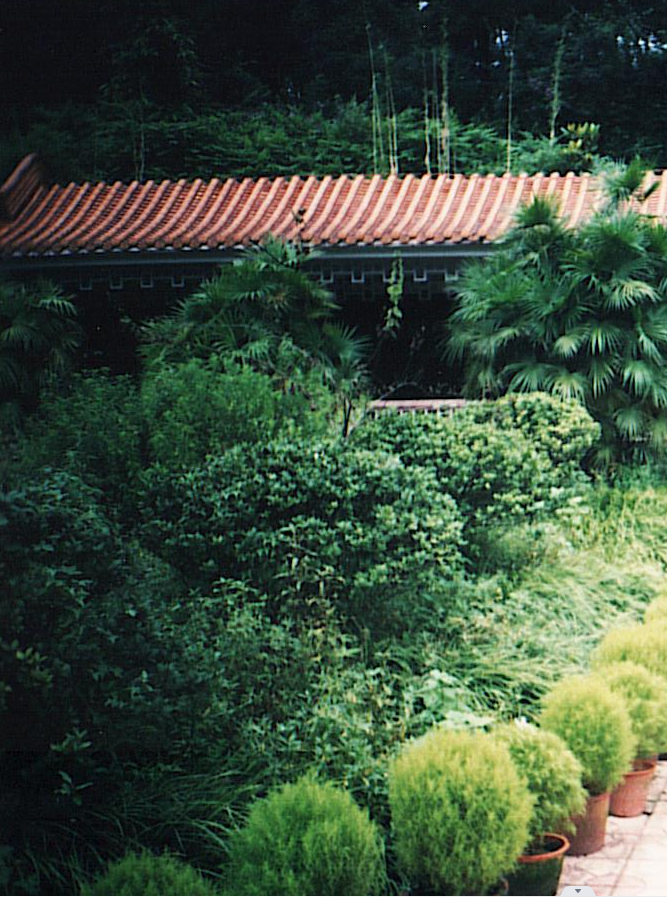
公园中的亭廊，摄于1998年

合川人民公园主要有以下景点：

### 公园大门
一座内凹式仿古牌楼钢筋混凝土结构建筑，占地面积200平方米，包含门柱总宽21米。大门采用单檐歇山式屋顶，蝴蝶瓦顶覆盖金色琉璃瓦；正门宽11米，高15米，有灰色墙砖贴面的门柱，正门上镶嵌有手写体“人民公园”大字的汉白玉字碑，两侧各有一侧门，均宽4米，高12米。

### 翠湖
翠湖位于公园入口广场边缘，是公园的水景区，湖水深0.9米，占地1756平方米，形状不规则，初被南北方向的单孔石拱桥分为东西两个湖面，后2008年8月改修平桥，翠湖湖中植荷花，岸边植垂柳。湖东南侧有翠湖楼，面积228平方米，地下1层、地上2层，为中国古典廊式建筑，屋顶为金色琉璃瓦，建于1998年10月。

### 革命烈士纪念碑

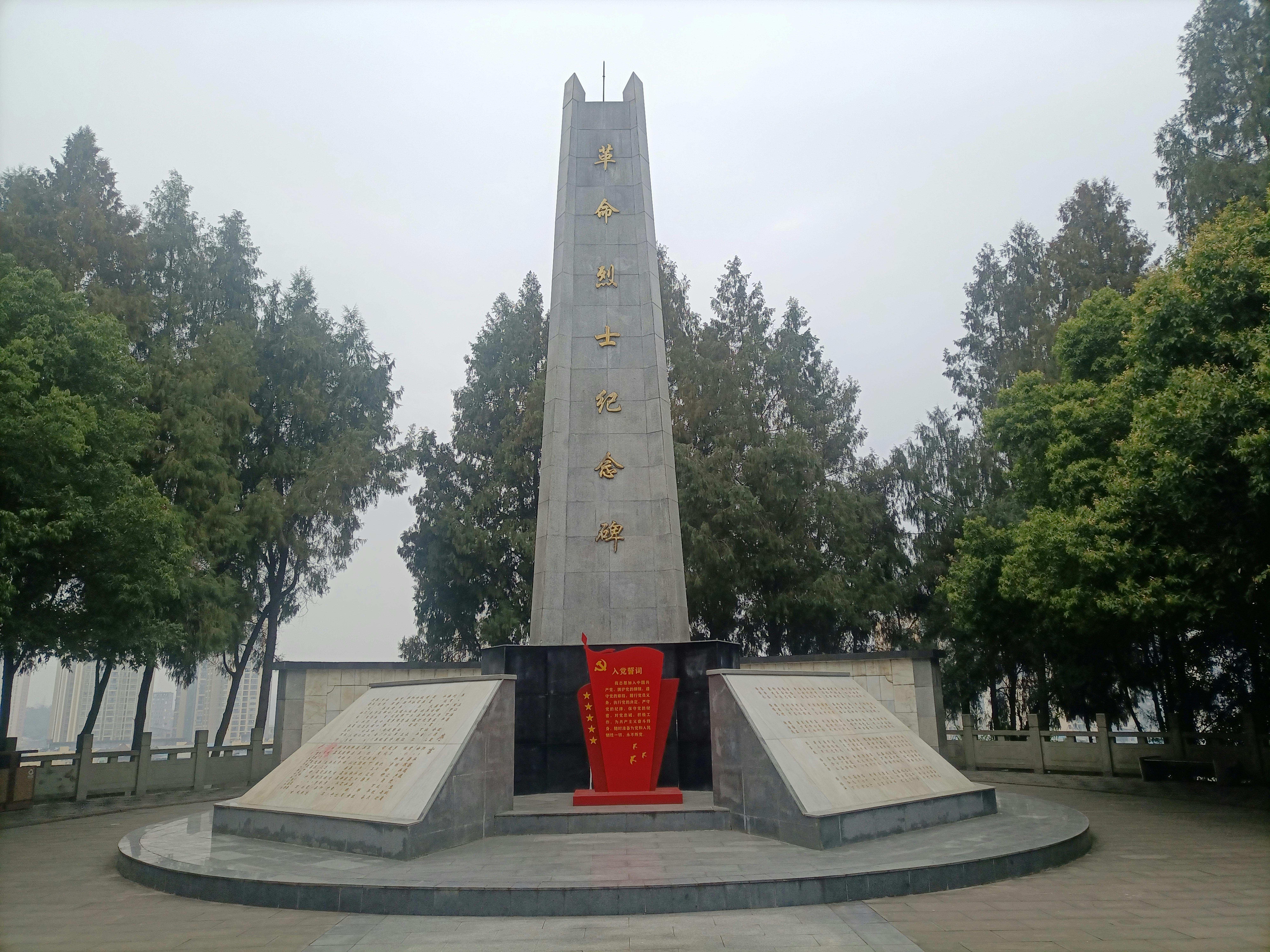
合川革命烈士纪念碑

合川人民公园的革命烈士纪念碑位于蟠龙山顶，由重庆市园林设计研究所设计，碑坐落于两个同心圆上，内圆直径8.4米，外圆直径11.4米，碑高12.8米，其中基座高2米，使用红色花岗岩石贴面，碑体高10.8米，使用灰色花岗岩石贴面，上有“革命烈士纪念碑”的描金大字，用以纪念1926年中国共产党合川地方党组织成立以来在各时期合川牺牲的近千名革命烈士。碑后约3米处有一堵弧形墓墙，正面使用米黄色大理石贴面，镌刻有毛泽东手迹“生的伟大　死的光荣”；背面使用黑色花岗岩石贴面，镌刻碑铭和建志。纪念碑所在整个广场长约34.87米，宽约22.42米，其纪念墙所在部分为圆弧形，广场门口有两座石狮子。纪念碑于1992年由合川市委、市政府倡议，由市民捐资共246414.54元人民币修建，1993年7月动工，次年4月竣工，现为重庆市不可移动革命文物之一、合川区爱国主义教育基地之一。

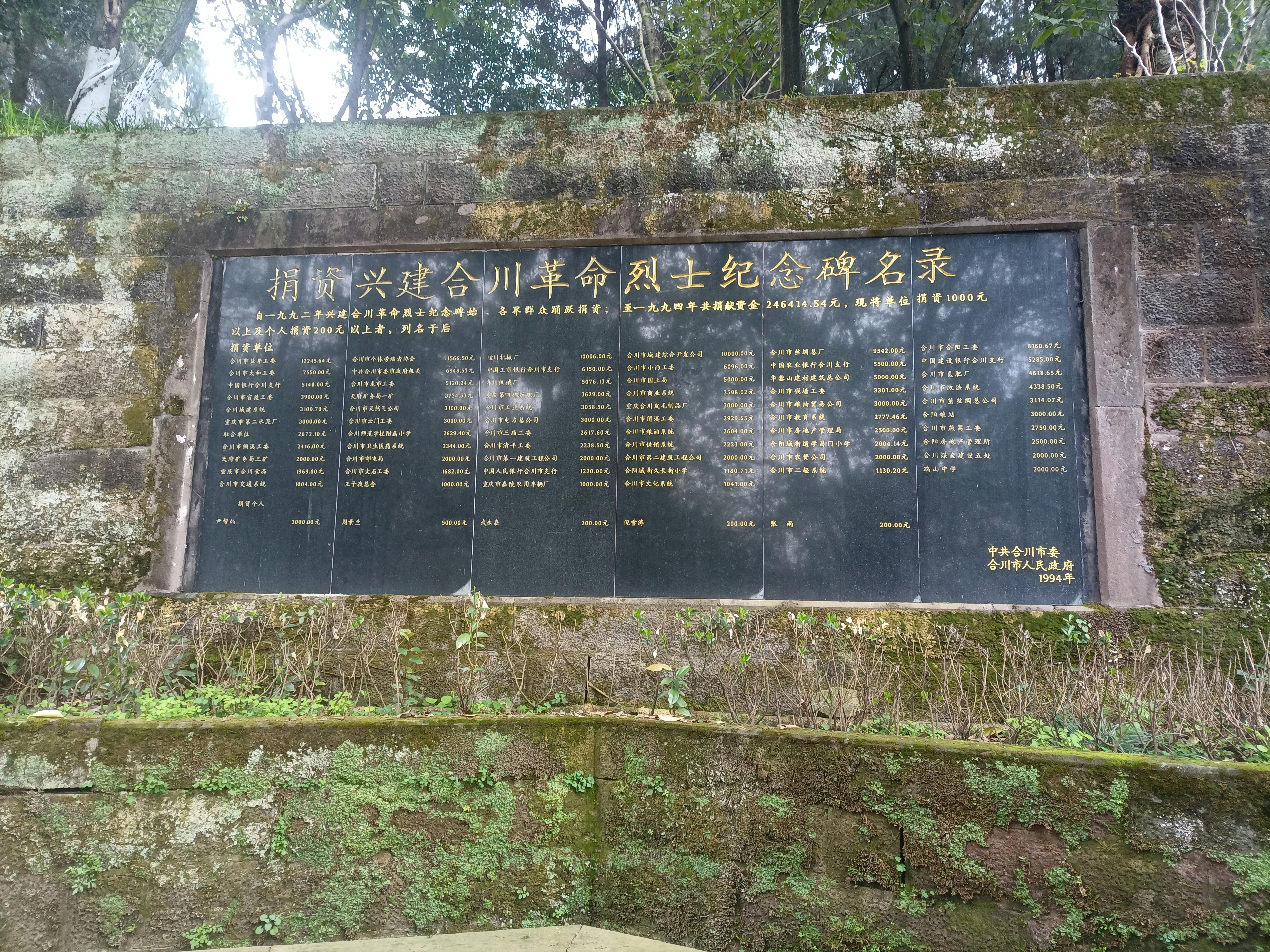
捐资兴建合川革命烈士纪念碑名录

### 国立第二中学纪念亭

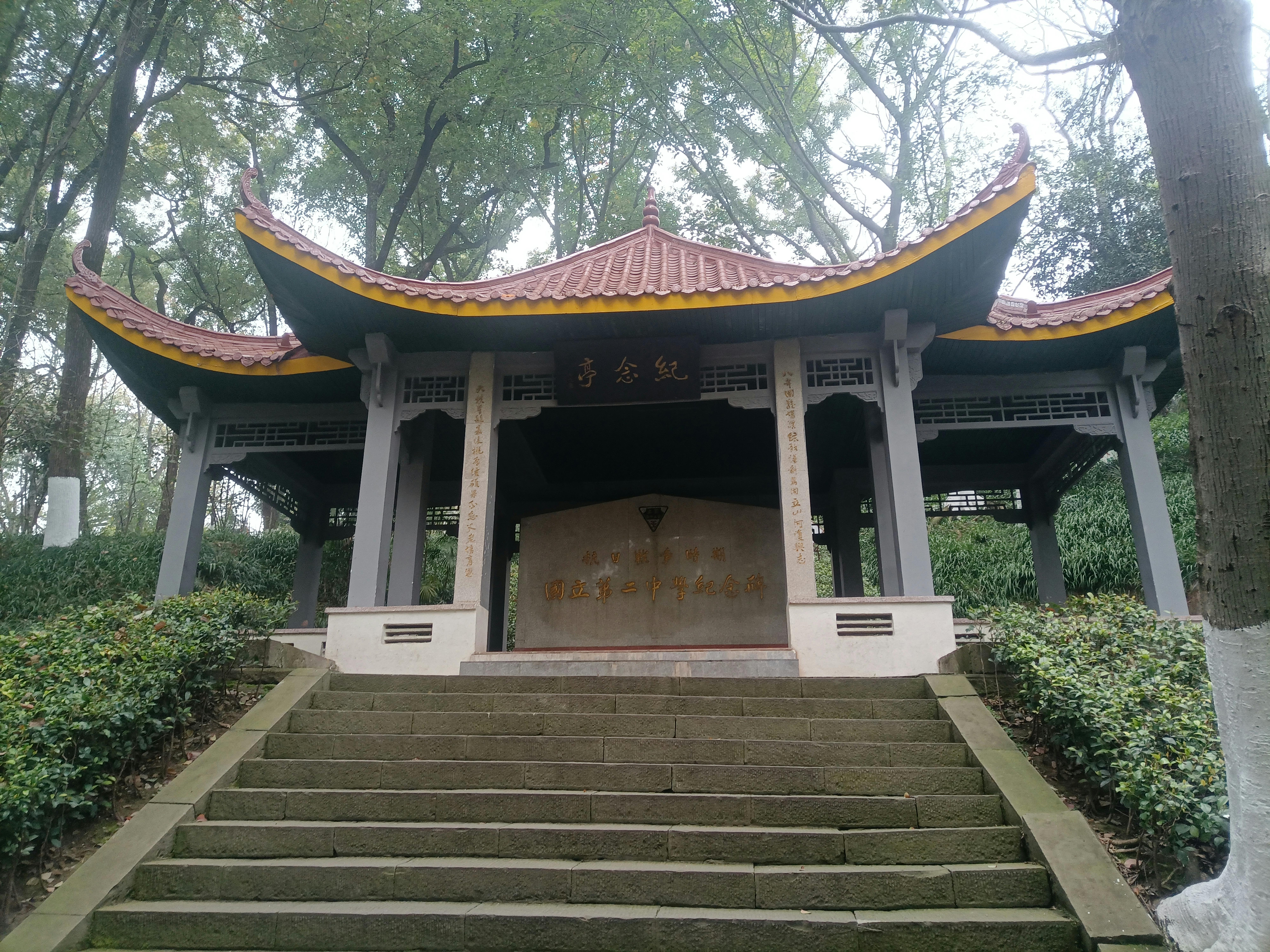
国立第二中学纪念亭

国立第二中学纪念亭位于公园中轴线上蟠龙山半山腰，此中学曾于1938年春至1946年夏于此和合川濮岩寺办学，纪念亭于1998年5月由抗日战争时期国立第二中学校友联谊会捐资修建，占地面积约70平方米，是一个攒尖四角形土木结构的三叠亭，主亭檐口正中挂有“纪念亭”描金大字的木制牌匾，正面柱子上题有“八年国难蟠濮铉歌谱新篇同立山河复兴志，六秩星移嘉陵桃李硕果不忘父老培育恩”的门联；亭内有土碑一座，其正面刻“抗日战争时期国立第二中学纪念碑”字样和学校标志，背面有碑记记载学校办学历程和历史。

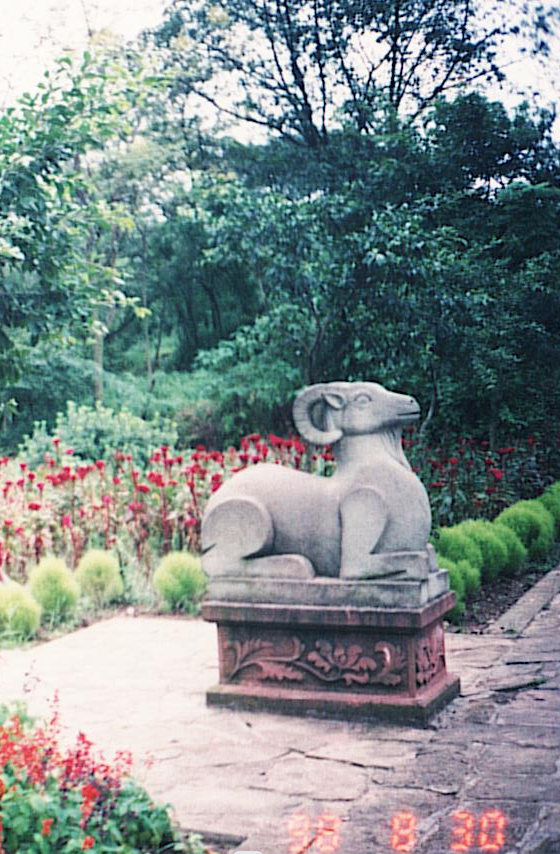
公园里的石塑，摄于1998年

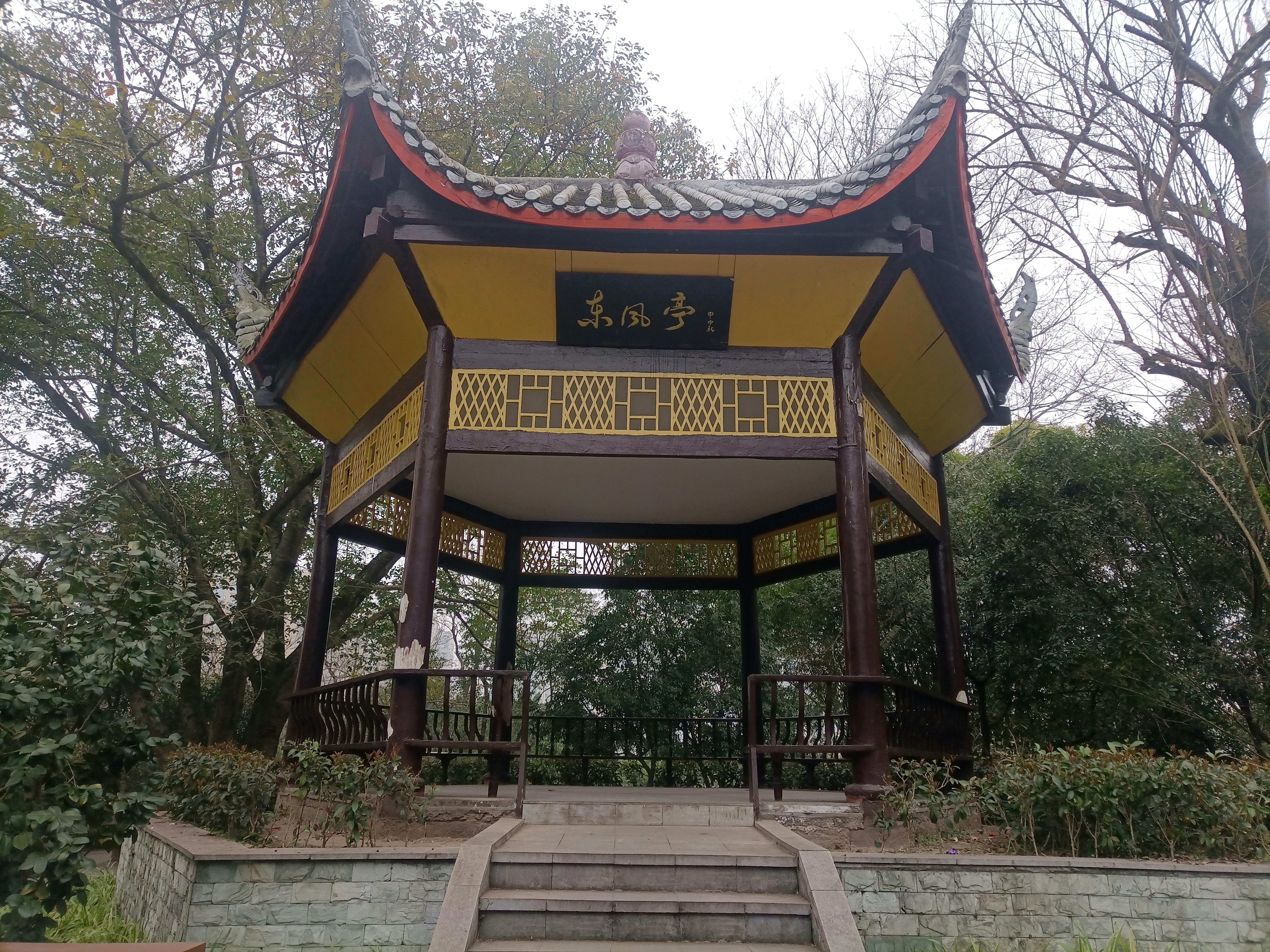
合川人民公园东风亭

另外公园内还有迎宾廊、草亭、东风亭、方亭、上游亭、十二生肖广场生效雕塑、腊梅林、小溪叠瀑等景点，园内亦有游乐园和民国30年（1941年）修建留下的防空洞，但已封闭。

## 绿化
20世纪50年代公园内就有义务劳动种植的植物，后于1989年在公园溜冰场后开辟1200平方米育苗基地，年产花卉约6000盆；1995年蟠龙山西面增加1800平方米蜡梅林，1996年又于上游亭植1300平方米碧桃林，截至2005年底园内共有54科属149种植物，其中主要有香樟、楠木、栾树、朴树、桉树、刺槐、小叶榕、垂柳、广玉兰、蜡梅、紫薇、碧桃、红叶李、竹等，截至2022年园内亦有古树名木3株，古树后备资源13株。

## 管理机构
1985年1月，合川区合阳镇政府设立合川人民公园管理处对公园进行管理，设主任1人，无内设机构。1990年4月，合川人民公园管理处隶属更为合川市城乡建设委员会。1991年3月，管理处分设办公室、计划财务股、保卫股、园林绿化股、经营股共5个机构，增设副主任1人。2001年11月，公园管理变更至合川市市政管理委员会，现由合川区城市管理局园林绿化事务中心管理。
公园办公室位于蟠龙山山腰西侧，占地面积344平方米，为一楼一底的古典亭式建筑，于1999年12月动工，次年5月建成。